# Yaxley (Suffolk)
Yaxley – wieś w Anglii, w hrabstwie Suffolk, w dystrykcie Mid Suffolk. Leży 30 km na północ od miasta Ipswich i 125 km na północny wschód od Londynu. Miejscowość liczy 451 mieszkańców.